# 盲人摸象

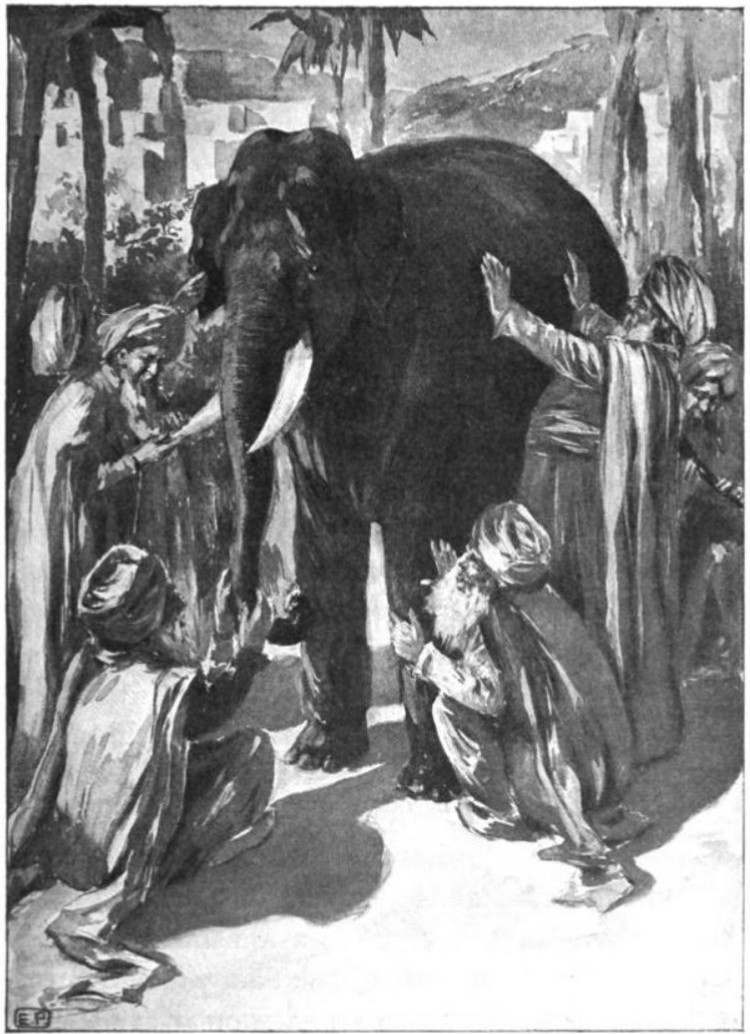

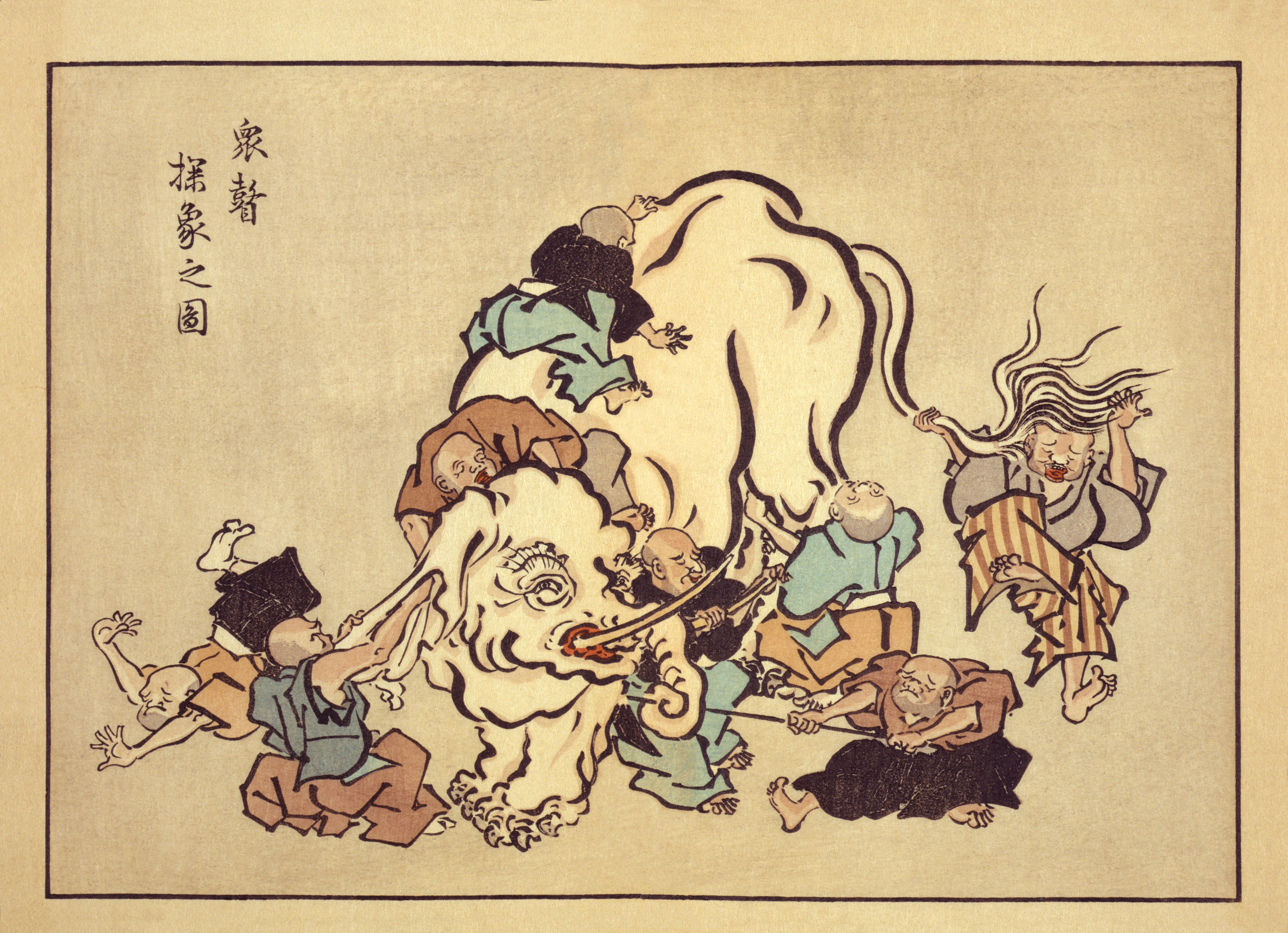
盲人摸象，1888年日本人英一蝶浮世繪

盲人摸象（或稱瞎子摸象），是流傳甚廣的故事。在各种不同的版本中，一群盲人触摸大象希望可以了解到他们正在摸什么。每个人都只触摸一部分。每个人在触摸到不同的部位后得到完全不同的结论，产生争执。故事基本上说：事实往往由于各人角度不同而被给以不同的解释。

## 故事起源
盲人摸象的故事取自《自說經》、《大般涅槃經》、《長阿含經》，大概起源于印度，可能是耆那教或佛教，有时也归于苏菲派和印度教。

### 佛教
《大般涅槃經》卷三十二載：「其觸牙者，即言象形如萊茯根（蘿蔔）；其觸耳者，言象如箕；其觸頭者，言象如石；其觸鼻者，言象如杵；其觸腳者，言象如木臼；其觸脊者，言象如床；其觸腹者，言象如甕；其觸尾者，言象如繩。」，以象比喻佛性，無明眾生即盲人。《長阿含經·卷十九·龍鳥品》、《百喻經》、《菩薩處胎經》、《義足經》、《六度集經》亦載此一故事。

### 蘇菲派
在蘇菲派的版本方面，加茲尼詩人薩納伊在其作品《真理花園》提及此故事。 波斯詩人魯米的《瑪斯納維》〈暗中大象〉的版本裡，摸象者都是視力正常，只不過在黑暗裡摸象，直至燈亮了，摸象者方見到大象的真面目。

## 影響
19世紀詩人約翰·戈弗瑞·薩克斯的詩〈瞎子摸象〉（The Blind Men and the Elephant）是英語世界中流傳甚廣的版本。